# 6.º Regimiento de Artillería de la Luftwaffe
El 6.º Regimiento de Artillería de la Luftwaffe (6. Luftwaffen-Artillerie-Regiment) fue una unidad de la Luftwaffe durante la Segunda Guerra Mundial. 

## Historia
Fue formado en 1943 con 5 batallones:
- I Batallón/Nuevo
- II Batallón/Nuevo
- III Batallón desde la 6.ª División de Campo del Departamento de Artillería de la Fuerza Aérea
- IV Batallón desde la 6.ª División de Campo del Departamento Antiaéreo de la Fuerza Aérea
- V Batallón desde la 6.ª División de Campo del Departamento Antitanque de la Fuerza Aérea

El V Batallón existió solamente por un corto tiempo, luego se convirtió en la 6.ª División de Campo del Departamento Antitanque de la Fuerza Aérea.
El 1 de noviembre de 1943 pasó bajo el control total del Ejército, y fue renombrado como el 6.º Regimiento de Artillería (L), excepto la fracción del IV Batallón, que se convirtió en el I Batallón/34.º Regimiento Antiaéreo.

## Comandantes
- Coronel Walter Graepel - (octubre de 1942 - noviembre de 1943)

## Orden de Batalla
Organización:
- I Batallón 1-4
- II Batallón 5-8
- III Batallón 9-11
- IV Batallón 12-15
- V Batallón 16-19; 1.-4 Columna Ligera de Transporte

## Servicios
Bajo la 6.ª División de Campo de la Luftwaffe.